# Nothobomolochus cornutus
Nothobomolochus cornutus is een eenoogkreeftjessoort uit de familie van de Bomolochidae. De wetenschappelijke naam van de soort is voor het eerst geldig gepubliceerd in 1864 door Claus.